# 模倣犯 (小説)
『模倣犯』（もほうはん）は、宮部みゆきによる長編小説。2001年11月、第55回毎日出版文化賞特別賞受賞。2002年芸術選奨文部科学大臣賞文学部門受賞。
1995年11月から1999年10月まで『週刊ポスト』に連載され、その後加筆改稿を経て、2001年3月21日に小学館から単行本（上下巻）が刊行された。のち新潮文庫版（全5巻）が2005年12月から2006年1月にかけて刊行された。3部構成となっている。
2002年に映画化され、2016年にテレビドラマ化。2023年、台湾において『模仿犯』のタイトルでドラマ化され、Netflixで配信された。

## 概要
この作品が、劇場型犯罪で後の同種の大型事件の頻発を予想していたとの世評がある。宮部みゆきは、連載開始の1995年1月に阪神大震災が起き、3月にはオウム真理教の地下鉄サリン事件で、騒然としたなかで書き始めた。
宮崎勤事件に触発されて書いた小説でプロローグのゴミ箱から右腕とショルダーバッグが発見される下りは井の頭公園バラバラ殺人事件を参考にしている。犯罪を見せつける承認欲求型犯罪で、やがていろいろの同種の事件が起き、酒鬼薔薇事件で手記まで出版され、小説をさらに越えるようなものまで発生するんだと思った、と語る。

## あらすじ

### 第一部
第一部では、事件の被害者・警察・関係者サイドに主点をおいて物語が進行する。
1996年9月12日早朝、一家惨殺事件の唯一の生き残りである塚田真一は、犬の散歩中に大川公園で女性の右腕を発見する。同じ公園からは、失踪したOL・古川鞠子のハンドバッグが発見され、マスコミが大騒ぎするなか、犯人を名乗る人物はテレビ局に「右腕は古川鞠子のものではない」という内容の電話を掛ける。さらに、古川鞠子の祖父の有馬義男のもとにも犯人から電話があり、孫娘を心配する有馬の心を弄ぶかのように有馬を翻弄していく。
やがて、犯人の指示で有馬あてのメッセージを届けた女子高生の死体が発見され、古川鞠子の白骨体も第三者の会社に送り届けられる。死者を冒涜するかのような犯行やマスコミに対する不敵な挑戦。そして、有馬をはじめとする被害者遺族に対するあまりにもむごい仕打ちに、犯人に対する捜査員や一般市民の怒りは日に日に強くなっていた。
11月5日、群馬県の山中で一台の自動車が崖下に転落し、事故車のトランクから1人の男性の死体が発見される。自動車を運転していた栗橋浩美と助手席に座っていた高井和明の2人も事故のために死亡していた。連続女性拉致殺害事件の犯人たちはこうして死亡したものと思われた（犯人の行動から、犯人は２人組であることが分かっていた）。

### 第二部
第二部では、栗橋浩美と高井和明、及び彼らの同級生だったピースを中心に物語が進行する。
時は少し遡る。栗橋浩美は職に就かず、同級生だった高井和明にたかる生活を送っていた。あるとき、山間の廃墟で浩美は過去のトラウマから衝動的に恋人と見ず知らずの女子中学生を殺害してしまう。浩美は同級生だったピースに事件を打ち明け、対処について相談する。
やがて浩美とピースは連続女性殺害事件を引き起こす。残酷な通り魔的な殺人者を作り上げ、山中で殺害した2名のこともこの犯人に因るものであると見せかけるよう仕組んだのであった。やがて栗橋の異変に気づいた和明は行動を起こそうとする。和明のことに気づいたピースと浩美は、和明を殺して連続女性殺害事件の罪をすべて和明に着せてしまうことを思いつく。
そして11月5日、和明を呼び出した浩美は、和明の車に自身が殺害した会社員の死体を積み込み山中へと向かった。山中で和明を自殺に見せかけて殺し、事件の幕引きとするつもりであった。しかし、予想外なことに和明は浩美を説得し、自首するように促ししたために浩美の心は大きく傾いた。そして、動揺した浩美はハンドル操作を誤って転落事故を起こしてしまい、浩美と和明は絶命する。

### 第三部
第三部では、再び事件の被害者・警察・関係者サイドに主点をおいて物語が進行する。
警察は栗橋浩美と高井和明の自宅の家宅捜索を行う。すると、浩美の自宅から右腕を切り取られた女性の死体と、監禁された女性達の写真が発見され、捜査本部は浩美・和明が連続女性拉致殺害事件の犯人として捜査を進める。
栗橋の部屋から発見された写真から、一連の事件で殺されたと認められる女性以外の姿を見つけ、捜査本部はその女性の特定、浩美・和明が殺人を行っていたアジトの発見に向けて捜査を進める。
しかし、和明の妹・高井由美子は捜査本部の報告に納得がいかず、兄の無実を主張し続け、「栗橋主犯・高井従犯」説を唱えるルポライター・前畑滋子や有馬義男などに接触をはかるようになる。そんな由美子の後見人に、かつて浩美・和明と同級生だった"ピース"こと網川浩一が名乗りをあげ、マスコミに華々しく登場してくる。
「栗橋主犯・高井従犯」説に真っ向から逆らって「高井は犯人ではなく、真犯人Xが存在する」そう主張する網川。だとすると真犯人Xは誰なのか？ 真犯人Xをめぐって事件はクライマックスを迎える。

## 登場人物
網川浩一 / ピース
29歳。進学塾講師。秀才で学生時代は常にトップの成績を誇り、また運動神経も抜群、好青年のためクラスの人気者であった。彼が考案し、練り上げた一連の連続殺人事件を「社会が求める独創的なストーリー」と評し、殺害された女性たちを「女優」と例えている。狡猾で計算高いが、自分を非難されたり、自分の誤った点を指摘されると態度を豹変させる（栗橋でさえ、そんな彼の姿にビビっていた）。栗橋浩美と高井和明とは小学校・中学校の同級生。和明の妹である由美子に付き添って、事件の遺族の代弁者として「和明は無実だ、犯人は別にいる」と主張し、テレビ番組に出演。次第にカリスマ的人気を集めていく。
栗橋浩美 / ヒロミ
29歳。無職。網川浩一と高井和明とは小学校・中学校の同級生。網川には劣るものの、非常に頭がよく、運動能力も高い。自尊心が高く、自分より下等とみなした相手には容赦なく陰湿ないじめをしたり、使いっ走りにしたりするが、唯一自分より秀でたピースに対してはこびへつらっていた。自分が生まれる前に死んだ姉の幻覚に度々襲われる。外見的には人当たりの良い青年に見られるため、女性にもてる。
高井和明 / カズ
29歳。蕎麦屋「長寿庵」の跡取り息子。肥満体型で、ドラマ版では常に頭に緑のバンドを付けている。網川浩一と栗橋浩美とは小学校・中学校の同級生。少年時代からヒロミやピースにいじめられており、現在でも金品をたかられている。学習能力が低いと思われていたが、実は視覚機能の障害によるものだった。ドラマ版では足が不自由で、軽度の知的障害を抱えている設定になっている。
高井由美子
26歳。和明の妹。栗橋の本性に気がつき警戒している。兄の気の弱さを気に病み、なんとか栗橋から引き離そうとする。和明が事故死した後は、和明の無実を訴えようと網川や篠崎、滋子にコンタクトを取る。
有馬義男
72歳。豆腐店経営。古川鞠子の祖父。鞠子の失踪後、精神を病んだ娘の真智子の面倒をみながら突然の不幸に精一杯立ち向かおうとする。犯人の挑発に対しても冷静に対処する。
古川鞠子
20歳。OL。有馬義男の孫娘。謎の失踪を遂げ、連続女性誘拐殺人事件の被害者となる。
前畑滋子
32歳。ルポライター。前畑昭二の妻。事件の第1発見者である塚田真一に取材し、事件の全貌に迫る。塚田真一や有馬義男と関わるうちに、自分はこの事件のルポを書くべきなのかどうか、被害者たちのことをどう思っているかなどの疑問に苛まれる。
前畑昭二
34歳。鉄工所経営。前畑滋子の夫。結婚当初は滋子の仕事を応援していたが、次第に滋子と対立するようになる。
塚田真一
17歳。休学中。水野久美とともに大川公園で右腕を発見する。教師一家惨殺事件の生き残りで、家族を殺された事件のきっかけを作ってしまったのは自分ではないのかと苦悩する。
水野久美
16歳。高校生。真一とともに大川公園で右腕を発見し、それが縁で真一と友達になる。一連の事件でうちひしがれた真一を勇気付けようとする。
樋口めぐみ
17歳。教師一家惨殺事件の加害者の一人娘。生意気で我侭な性格。真一につきまとい、「自分の家族を殺した犯人の減刑嘆願書に署名しろ」と理不尽な要求をする。網川に自分の父親について本を書いてほしいとお願いする。
坂木達夫
45歳。東中野警察署生活安全課刑事。古川鞠子の失踪事件を担当する。有馬義男の良き相談相手。
武上悦郎
警視庁捜査一課第四係刑事。主に捜査資料の整理などを担当する。栗橋・高井犯人説に疑いを持つ。
篠崎隆一
28歳。墨東警察署刑事。捜査本部で武上の部下として配属される。事件が起きなければ、高井由美子とお見合いをする予定だった。由美子曰く、ハツカネズミに似ている。
岸田明美
ヒロミの友人が開催する展覧会で受付をしていた令嬢。たまたま来ていた浩美と意気投合し、浩美と交際することになる。男に対する警戒心が欠けていたため、ヒロミの正体に気づくことができず、お化けビルでヒロミに殺害された。
日高千秋
恵まれない家庭環境で育ったため家庭的愛情を満足に得られず、様々な男性と付き合うことで家庭で得られなかった愛情を充足する。容姿は抜群でテレクラを通して男性とお付き合いする。ヒロミの巧みな誘導によって、何も知らないままホテルに義男宛の封筒を持っていく。カメラマンを自称する浩美にスカウトされ、ピースの山荘へと連れていかれることになる。

## 書籍情報
- 単行本：小学館、2001年3月21日
  - 模倣犯 上 - ISBN 978-4093792646
  - 模倣犯 下 - ISBN 978-4093792653
- 文庫本：新潮文庫
  - 模倣犯 一 - ISBN 978-4101369242、2005年12月1日
  - 模倣犯 二 - ISBN 978-4101369259、2005年12月1日
  - 模倣犯 三 - ISBN 978-4101369266、2005年12月1日
  - 模倣犯 四 - ISBN 978-4101369273、2006年1月1日
  - 模倣犯 五 - ISBN 978-4101369280、2006年1月1日

## 映画
2002年6月8日に東宝系にて公開された>。主演は中居正広。第57回毎日映画コンクール日本映画ファン賞受賞。また、栗橋浩美を演じた津田寛治が、第45回ブルーリボン賞助演男優賞を受賞した。観客動員数100万人以上を記録するヒット作となった。

### 原作と映画版の相違点

#### 人物設定
- 原作でのピースは知能が高いものの、自分の誤りを指摘されると思考が停止する精神的に幼い人物だが、映画版のピースは冷静沈着かつ冷酷な天才犯罪者としてスマートに描写されている。なお、ピースの職業は原作では進学塾講師だが、映画版では経営コンサルタントとなっている。
- 原作でのヒロミは幼なじみのカズにタカりながら自堕落に生きる青年として描写されているが、映画版では4か国語を操る語学の天才という設定になっている。また、原作で詳細に描写されている母との葛藤や死んだ姉の亡霊に悩まされているという設定は映画版では描かれない。実家は原作では薬局だが、映画版では美容院となっている。原作ではヒロミの母は育児ノイローゼを患うという設定だが、映画版ではそのような設定はなくごく普通の美容師となっている。
- 原作ではカズは一見愚鈍に見えるが、ヒロミの身を真剣に案ずる度量の広い人物という描写がされている。映画版ではピースとヒロミに利用されてしまう気の弱く優しい男という設定になっている。
- 映画版のカズは中学生の頃、集団でいじめられていたところをヒロミに助けられた旧友となっている。
- 高井由美子は原作では自殺するが、映画版ではピースに（半ば騙される形で）心身を救われたのか自殺しない。また原作ではお見合いする予定だった篠崎との接点がない。
- 古川鞠子は原作では祖父と同居していないが、映画版では同居している。また、原作では鞠子殺害に関して鞠子側にまったく落ち度がなく、犯人に対して最後まで抵抗したと書かれているが、映画版ではある秘密を隠す見返りに自ら殺されたように描写されている。
- 原作では前畑昭二は殺害されていない。また、昭二の職業は原作では鉄工所経営だが、映画版では畳職人になっている。
- 崖下に転落したヒロミとカズの車のトランクに入っていた遺体は、原作では木村庄司という男だが、映画版では前畑昭二になっている。
- 原作の有馬義男は終盤で豆腐屋を辞めて隠居してしまう。だが映画版では、行く当てが無い塚田真一と共に豆腐屋を営む際、ピースの子供[注 1]を拾い、愛無く育ったピースの代わりに育てる決意をする。
- 原作のカズは太っているという設定だが、映画版でカズを演じた藤井隆はやせ気味である。

#### その他の設定
- 映画版のみ登場する人物（ゲスト）、逆に映画版では登場しない主要人物もいる。
- 塚田真一の一家殺人事件の犯人は別だが、映画版ではピースが仕掛けたとされる描写がある。
- 女性の右腕を塚田真一が発見したのは、原作ではまったくの偶然。しかし映画版では、ピースが事件をセンセーショナルなものにする為、わざとそうなるように仕向けた事にされている。
- ヒロミとカズの事故死は、原作ではまったくの偶然だが、映画版ではピースが謀殺した事になっている。
- 結末は、原作ではピースは逮捕されて一連の犯行を自供するが、映画ではピースが被害者家族も同席するテレビの生放送番組の出演中に自殺（爆死）する。

### キャスト（映画）
- 網川浩一（ピース）：中居正広、橋本康栄（中学時代）
- 有馬義男：山﨑努
- 高井和明：藤井隆、蓑輪裕太（中学時代）
- 栗橋浩美：津田寛治、植田健（中学時代）
- 前畑滋子：木村佳乃
- 古川鞠子：伊東美咲
- 前畑昭二：寺脇康文
- 武上悦郎：平泉成
- 塚田真一：田口淳之介
- 高井由美子：藤田陽子
- 岸田明美：小池栄子
- 古川真智子：中村久美
- 古川茂：小木茂光
- 栗橋寿美子：由紀さおり
- 坂木刑事：ヨシダ朝
- 篠崎刑事：モロ師岡
- 木島アナウンサー：城戸真亜子
- ウェイトレス：松本志のぶ（日本テレビアナウンサー）
- 記者：福澤朗（日本テレビアナウンサー）
- アナウンサー：井田由美、小倉淳、若林健治、大杉君枝、豊田順子、藤井貴彦（いずれも日本テレビアナウンサー）
- 山田花子
- 佐藤江梨子
- 坂下千里子
- グレーテル・ウエゴニスタ1世
- 爆笑問題（太田光・田中裕二）
- PUFFY（大貫亜美・吉村由美）

### スタッフ（映画）
- 原作：宮部みゆき
- 監督・脚本：森田芳光
- 撮影：北信康
- 美術：桜井佳代
- 録音：橋本文雄
- 照明：渡辺三雄
- 編集：田中慎二
- 音楽：大島ミチル
- 音楽プロデューサー：北原京子
- サウンドエンジニア：多良政司
- 音楽制作：東宝ミュージック
- 音響制作：東宝サウンドスタジオ
- スタジオ：東宝スタジオ
- 製作プロサクション：東宝映画

### ｢模倣犯｣製作委員会
- 東宝
- 小学館（稲葉成昭､宇都宮紀子､西堀靖､秋窪俊郎､小池正史､大森栄造､宮下雅之､白井康介）
- 博報堂DYメディアパートナーズ
- 日販
- 毎日新聞社
- スポーツニッポン新聞社
- TOKYO FM
- 日本テレビ放送網

### 関連商品
- 模倣犯 [DVD]
- 中居正広in「模倣犯」-ピースの世界（2002年6月、角川書店） ISBN 4048535218

### 備考
- 雑誌に掲載された森田芳光と宮部みゆきの対談において、彼女はほぼ終始無言であった[6]。

## テレビドラマ
2016年9月21日21:00 - 23:18、9月22日21:00 - 23:24にテレビ東京系で「ドラマスペシャル 宮部みゆきサスペンス」として2夜連続で放送された。主演は中谷美紀。テレビ東京の本社が六本木に移転を記念したプロジェクト「六本木3丁目移転プロジェクト」のドラマスペシャル第1弾として制作され、主演の中谷はテレビ東京のドラマには初出演となる。後編の視聴率は8.7%。
ルポライターの前畑滋子を主人公として描かれる。内容は原作をほぼ忠実に再現しているが、一部映画版からの流用やドラマ版オリジナルの展開もある。
第19回シナリオ作家協会 菊島隆三賞受賞。

### 原作とドラマ版の相違点
- ピースは後編のみに登場。
- ヒロミの両親は既に亡くなっている。
- カズは足が不自由で、軽度の知的障害を抱えている設定になっている。
- ヒロミとカズの事故死は原作では全くの偶然だが、ドラマ版では映画版と同様に、ピースによって事故死に見せかけられて殺害される。
- 前畑昭二の職業が鉄工所経営に戻された。
- ピースが最終的に逮捕されて自供する結末に戻された。

### キャスト（テレビドラマ）
- 前畑滋子 - 中谷美紀
- 網川浩一（ピース） - 坂口健太郎
- 高井和明 - 満島真之介
- 栗橋浩美 - 山本裕典
- 高井由美子 - 清水富美加
- 塚田真一 - 濱田龍臣
- 樋口めぐみ - 久保田紗友
- 前畑昭二 - 杉本哲太
- 田中管理官 - 国広富之
- 秋津信吾 - 眞島秀和
- 篠崎誠司 - 長田成哉
- 田川一義 - 笠原秀幸
- 浅井祐子 - 真飛聖
- 前畑ちよ - 丘みつ子
- 浅川智也 - 山中崇
- 江崎社長 - 森本レオ
- 古川茂 - 吉見一豊
- 岸田明美 - 石田ニコル
- 前畑昭一 - 山路和弘
- 竹本捜査一課長 - 日野陽仁
- 木村庄司 - 飯田基祐
- 薮田元 - 井坂俊哉
- ウェイトレス - 菜葉菜
- 香西ミカコ - 東加奈子
- 高井信勝 - 村松利史
- 坂崎弘光 - 温水洋一
- 木村えり - 藤吉久美子
- 高井文子 - 藤田朋子
- 里中管理官 - 石住昭彦
- 丸山刑事 - 菅原大吉
- 黒田刑事 - 橋爪遼
- 刑事 - 信太昌之、笠松伴助、吉田智則、日向野祥、加藤圭
- 坂木達夫 - 阪田マサノブ
- 坂崎みよこ - 中條サエ子
- 局アナ - 須田邦裕
- テレビ局員 - 浅見花恋
- テレビ局員 - 赤楚衛二
- 長崎正子 - 野田久美子
- 森田啓也 - 池ノ内孝
- 大川泰子 - 山梨雅子
- 女教師 - 磯西真喜
- 喫茶店のマスター - 川口覚
- 古川鞠子 - 松本穂香
- 日高千秋 - 小松美月
- 教師 - 吉見幸洋
- 男性リポーター - 錦織大輔
- 日高道子 - 有森也実
- 増岡匡史 - 渡辺いっけい
- 神崎警部 - 益岡徹
- 木田隆夫 - 吉田鋼太郎
- 古川真智子 - 室井滋
- 板垣雅子 - 高畑淳子
- 武上悦郎 - 岸部一徳
- 有馬義男 - 橋爪功

### スタッフ（テレビドラマ）
- 原作 - 宮部みゆき『模倣犯』（新潮文庫刊）
- 脚本 - 森下直
- 監督 - 松田秀知
- 音楽 - 沢田完
- 脚本協力 - 酒巻浩史
- 特殊造形 - 中田彰輝
- 警察監修 - 葛尾武士
- 医療監修 - 中澤暁雄、山本昌督
- 生放送監修 - 小堀勇
- アナウンス監修 - 松尾美歌
- カースタント - TA・KA
- ボディスタント - Gocoo
- 取材協力 - マガジンハウス（クウネル編集部）、法科学鑑定研究所、笠原スプリング製作所
- 技術協力 - バスク
- 美術協力 - BEENS、アトリエ033
- 音響効果 - スポット
- 企画協力 - 中田一正（ラクーンエージェンシー）
- チーフプロデューサー - 中川順平（テレビ東京）
- プロデューサー - 黒沢淳・金澤友也・雫石瑞穂（テレパック）
- 製作 - テレビ東京、テレパック

## テレビドラマ（台湾）
2023年3月31日、『模仿犯』（原題：模仿犯、英題：Copycat Killer）の邦題でNetflixで配信された。

### キャスト（テレビドラマ（台湾））
※括弧内日本語吹替。
- グォ・シャオチ - ウー・カンレン（細井治）
- フー・ユンホイ - アリス・クー（織江珠生）
- ヤオ・ヤーツー - ルビー・リン（森夏姫）
- リン・シャンオン - トゥオ・ツォンホァ（石川ひろあき）
- チェン・ホーピン - ジャック・ヤオ（木下尚紀）
- フェンディ・ファン
- ルー・イェンジェン - キャミ―・チャン（鶏冠井美智子）
- ユートン - シア・トンハン（水河かずみ）
- ジャン・ダチャオ - ホウ・イェンシー（岩河拓吾）

## 関連作品
- 『R.P.G.』 - 武上刑事が登場。『クロスファイア』とのクロスオーバー作品。
- 『楽園』 - 前畑滋子を主人公としたスピンオフ作品。2005年7月から2006年8月13日にかけて『産経新聞』に連載された。本作の9年後が舞台となっており、前畑滋子が本作の事件に関わった事で大きな痛手を被っていた事、逮捕後のピースの様子についてもわずかながら語られている。